# Allée couverte de Luffang Tal-er-Roch
L'allée couverte de Luffang Tal-er-Roch est une allée couverte située à Crach, dans le Morbihan, en France.

## Historique
Le tumulus a fait l'objet d'une fouille rapide vers 1868 par les vicaires de Ploemel et de Crach. Le monument est mentionné par Miln en 1883. Zacharie Le Rouzic fouille le tumulus en janvier 1898 et dégage complètement l'allée couverte qu'il recouvrait.
L'allée couverte est classée au titre des monuments historiques par arrêté du 10 octobre 1938.
Dans le dernier quart du XIXe siècle, deux menhirs étaient encore visibles à environ 50 m au sud-ouest du tumulus. Le plus grand, dont la hauteur avoisinait les 4 m était dénommé Er soudard-cam (« le soldat boiteux » en breton), et le second plus petit était considéré « comme sa femme ». Les deux menhirs et une partie des dalles de l'allée furent débités et transportés à Belle-Ile pour la construction d'un phare.

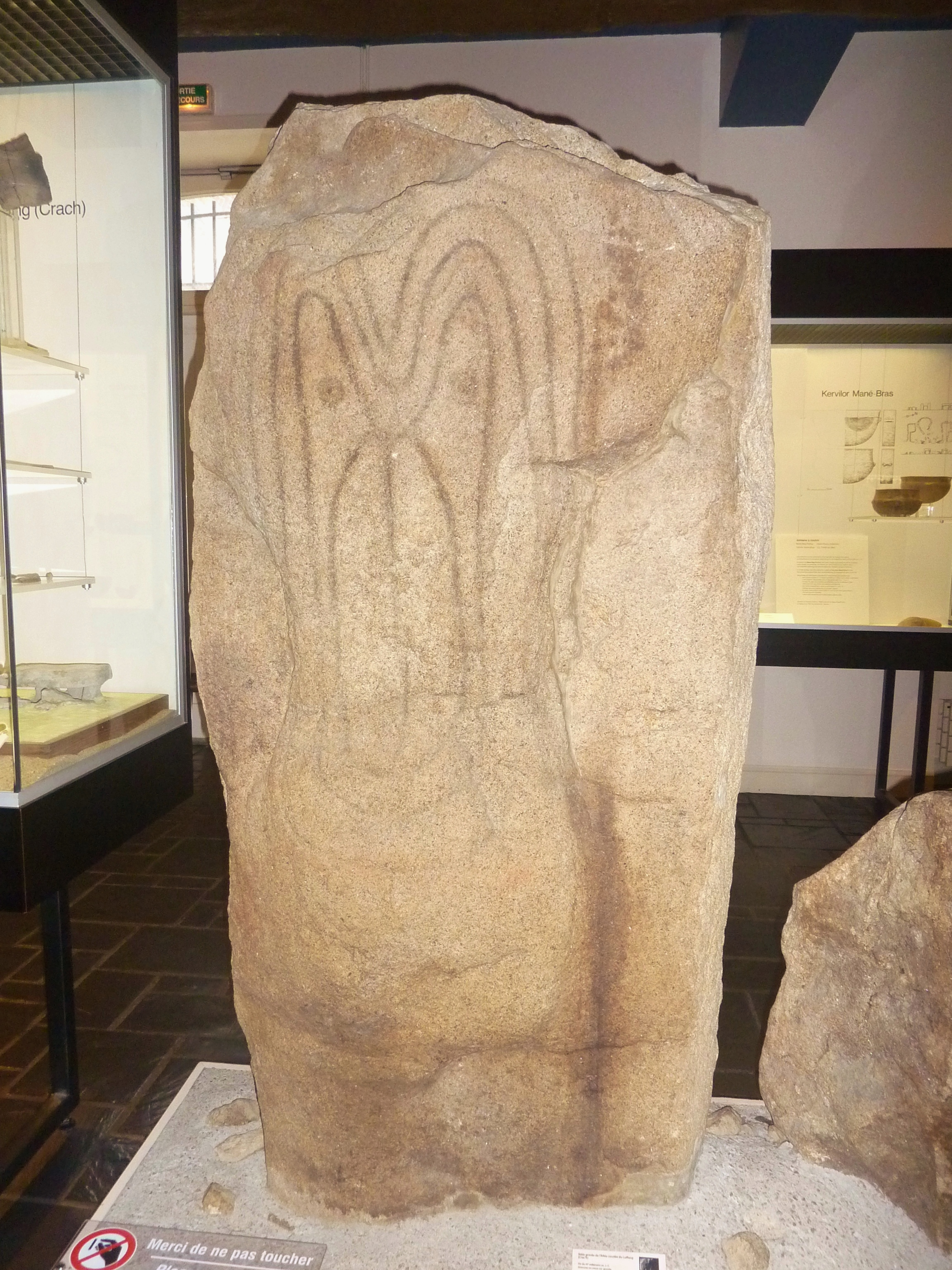
Dalle gravée d'un motif de poulpe Musée de préhistoire de Carnac.

## Description
Le tumulus, désormais disparu, était de forme circulaire et mesurait 46 m de diamètre. L'allée couverte ouvre au sud. Elle mesure 22 m de long pour une largeur comprise entre 1,10 m et 1,20 m. A environ 7 m de l'entrée, elle forme un coude à environ 45° et s'oriente vers le nord-ouest. Elle comporte encore dix-neuf orthostates (onze côté gauche, sept côté droit et un dalle de chevet) d'une hauteur comprise entre 1 m et 1,90 m. Plusieurs orthostates comporte des traces d'une tentative de débitage par des carriers. Toutes les dalles de couverture sont manquantes. Le sol s'incline légèrement en pente douce jusqu'au fond. Il était partiellement dallé lors des fouilles de 1883 mais Le Rouzic a constaté que tout l'intérieur du monument avait été profondément bouleversé par le passage des carriers.
Trois orthostates comportent des gravures : le neuvième et le dixième support du côté gauche et surtout le troisième support côté gauche au niveau du coude qui comporte un motif de poulpe  mesurant 0,95 m de hauteur sur 0,45 m de largeur.

## Mobilier archéologique
La couche archéologique, très bouleversée, comprenait des charbons de bois en grande quantité, des fragments de poterie et des éclats de silex. Le mobilier archéologique recueilli par Le Rouzic comprend de nombreuses poteries (environ 45 vases dont des vases ornés), un petit matériel lithique (5 pointes de flèche en silex à ailerons et pédoncule, 1 hache polie, 1 percuteur en quartz) et des éléments d'ornement (une spirale de bronze et des fragments de bracelets en bois d'if).